# Adamovich Antal Gáspár
Adamovich Antal Gáspár (csepini) (Eszék, 1762. január 4. – Almás, 1829. október 20. vagy 22.) magyar királyi asztalnok (1792-től)[forrás?], udvari tanácsos, királyi kamarás, Almás, Erdőd, Szarvas és Tényő birtokosa.
A szlavóniai Verőce vármegyében vállalt hivatali tisztséget. Hivatali szerepe nem világos, mivel az egyes források egymástól eltérő információt adnak meg erre vonatkozóan. Benedekfalvi Kiszel Pál jogtudós-író 1811-ben már verőcei alispánként említi.[forrás?] Szinnyei József szerint 1815-ben Verőce vármegye alispánja, 1820–26 között pedig főispánhelyettese, majd a Hétszemélyes Tábla bírája („hétszemélynök”) lett, s aztán 1827-ben nyugalomba vonult. Egy másik, horvát forrásokra támaszkodó irodalom szerint előbb Verőce vármegye alispánja, majd 1818–25 között vezetője (főispánja) volt.
1796-ban vette feleségül perényi Perényi Borbála bárónőt (Németújvár, 1776. szeptember 22. – Baden, 1847).

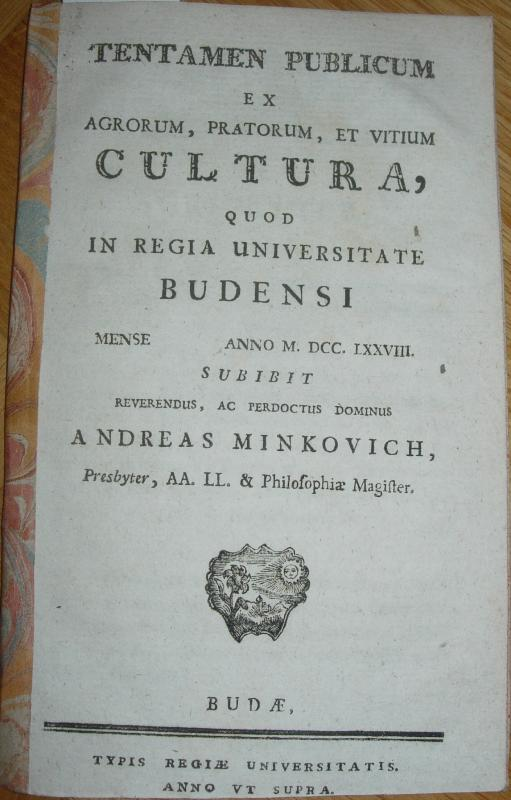
Andreas Minkovich Tentamen publicum ex agrorum, pratorum, et vitium cultura című, 1778-ban Budán megjelent értekezésének címlapja

Egyes források neki tulajdonítják a Tentamen publicum ex agrorum, pratorum et vitium cultura (Vizsgadolgozat a földművelésről, legeltetésről és a szőlőművelésről) címen, 1778-ban Budán megírt értekezést. Más források azonban ezt a művet egy Andreas Minkovich nevű személynek tulajdonítják. A könyv megjelenésekor Adamovich 16 éves volt.